# Neivamyrmex minensis
Neivamyrmex minensis är en myrart som först beskrevs av Borgmeier 1928.  Neivamyrmex minensis ingår i släktet Neivamyrmex och familjen myror. Inga underarter finns listade i Catalogue of Life.